# فارفل
فارفل (انگلیسی: Farfel) یک نوع غذا در آشپزی یهودی اشکنازی است. فارفل پاستا‌یی است که از خمیری حاوی تخم مرغ ساخته شده و قبل از پخت، خمیر برشته می‌شود. فارفل در داخل سوپ یا به عنوان مخلفات سرو می‌شود.